# Lillesjön, Småland
Lillesjön är en sjö i Gislaveds kommun i Småland och ingår i Ätrans huvudavrinningsområde. Sjön har en area på 0,0575 kvadratkilometer och ligger 152,9 meter över havet.

## Delavrinningsområde
Lillesjön ingår i det delavrinningsområde (635483-134893) som SMHI kallar för Utloppet av Gräsken. Medelhöjden är 167 meter över havet och ytan är 16,67 kvadratkilometer. Det finns ett delavrinningsområde uppströms, och räknas det in blir den ackumulerade arean 34,51 kvadratkilometer. Porsån (Kvarnatorpsån) som avvattnar avrinningsområdet har biflödesordning 3, vilket innebär att vattnet flödar genom totalt 3 vattendrag innan det når havet efter 128 kilometer. Delavrinningsområdet består mestadels av skog (71 procent). Avrinningsområdet har 2,22 kvadratkilometer vattenytor vilket ger det en sjöprocent på 13,3 procent.